# Deutsches Bimsmuseum

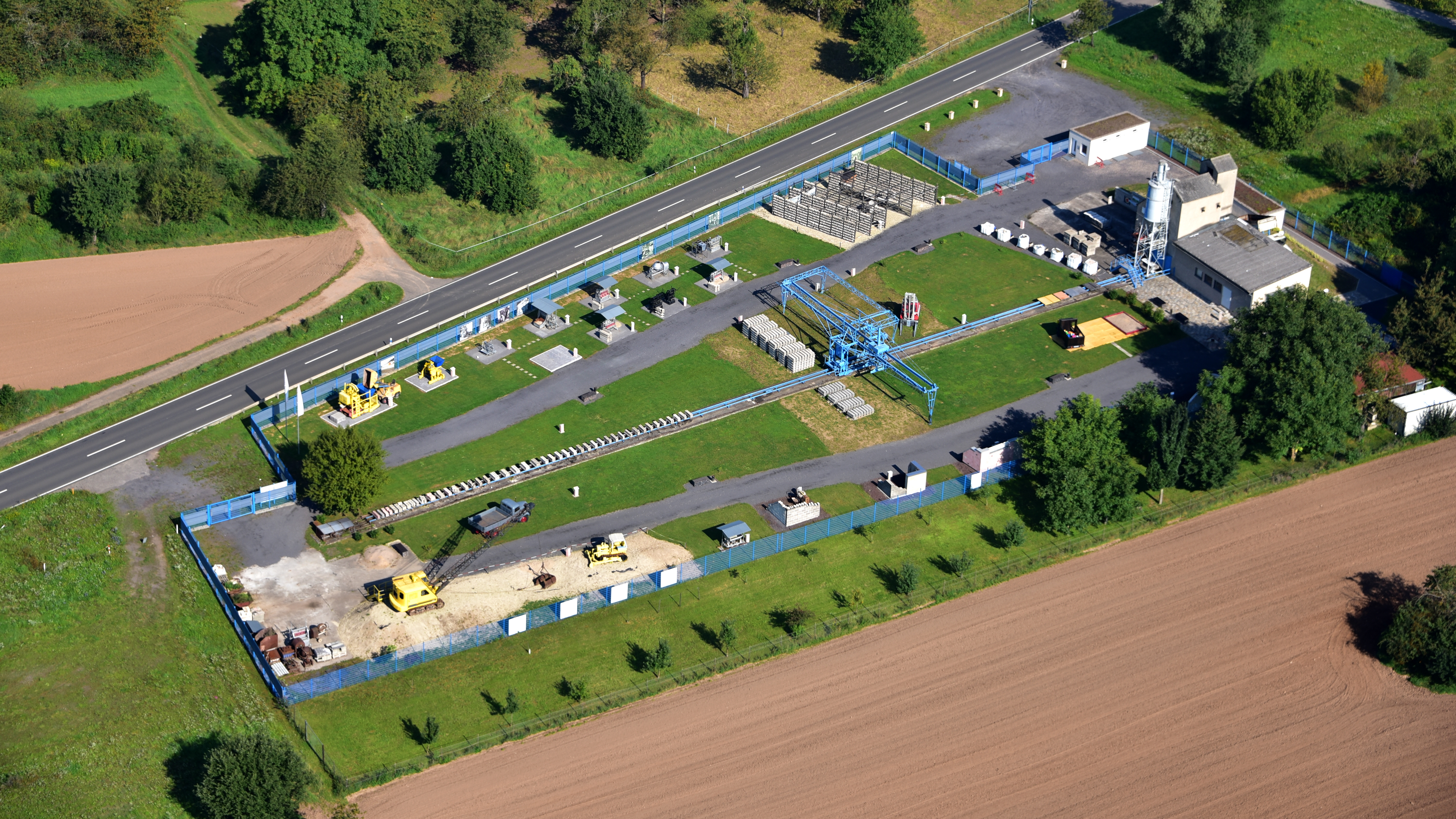
Museum der Bimsindustrie, Luftaufnahme (2017)

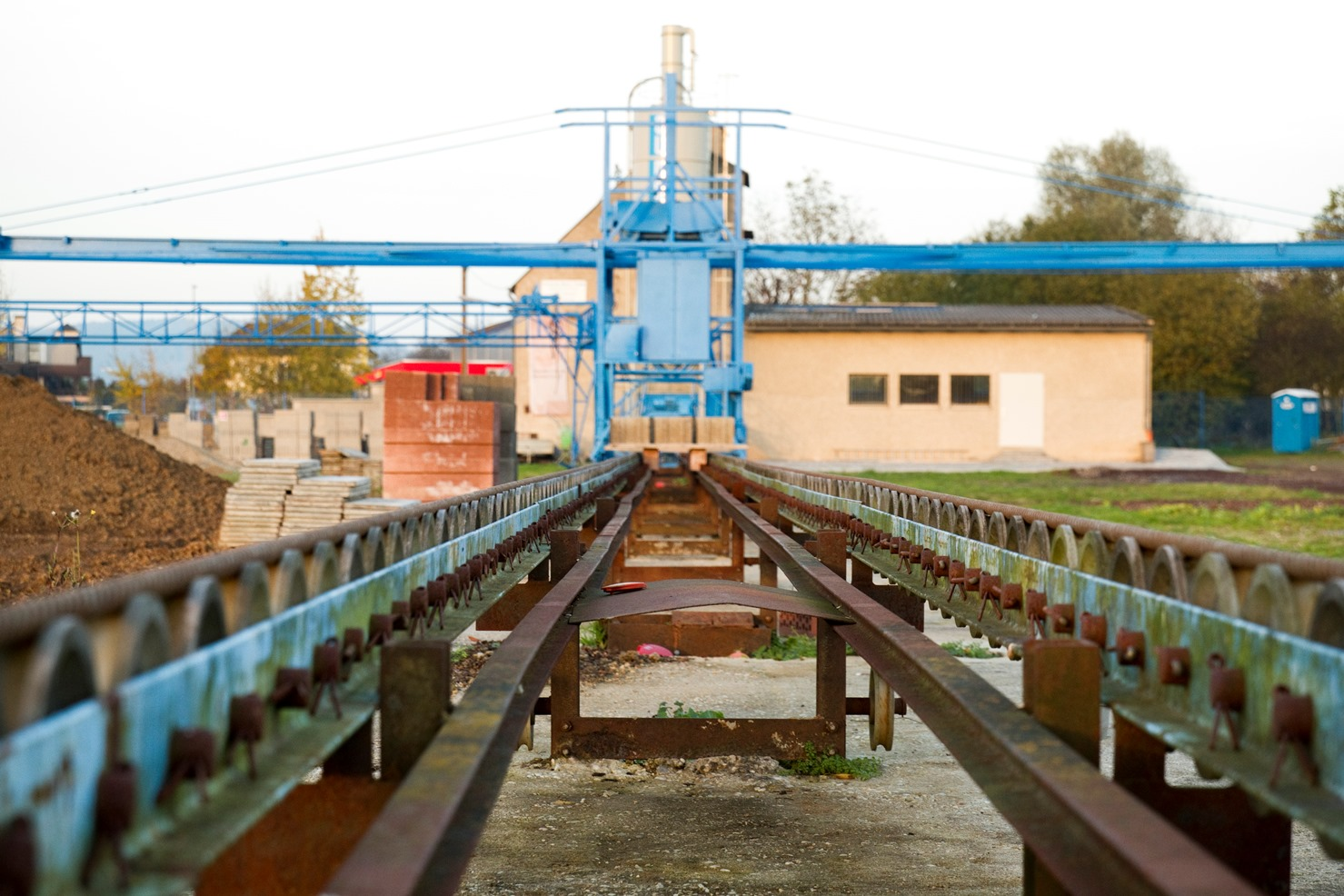
Förderband auf dem Gelände des Bimsmuseums

Das Deutsche Bimsmuseum in Kaltenengers bei Koblenz befasst sich mit der Geschichte des Bimsabbaus und der Schwemmsteinherstellung im Neuwieder Becken von ihren Anfängen Mitte des 19. Jahrhunderts bis zur Gegenwart. Das Museum, eine ehemalige Bimsfabrik, gehört zu den Informations- und Erlebniszentren des Vulkanparks im Landkreis Mayen-Koblenz.

## Hintergrund

### Entstehung der Bimsvorkommen

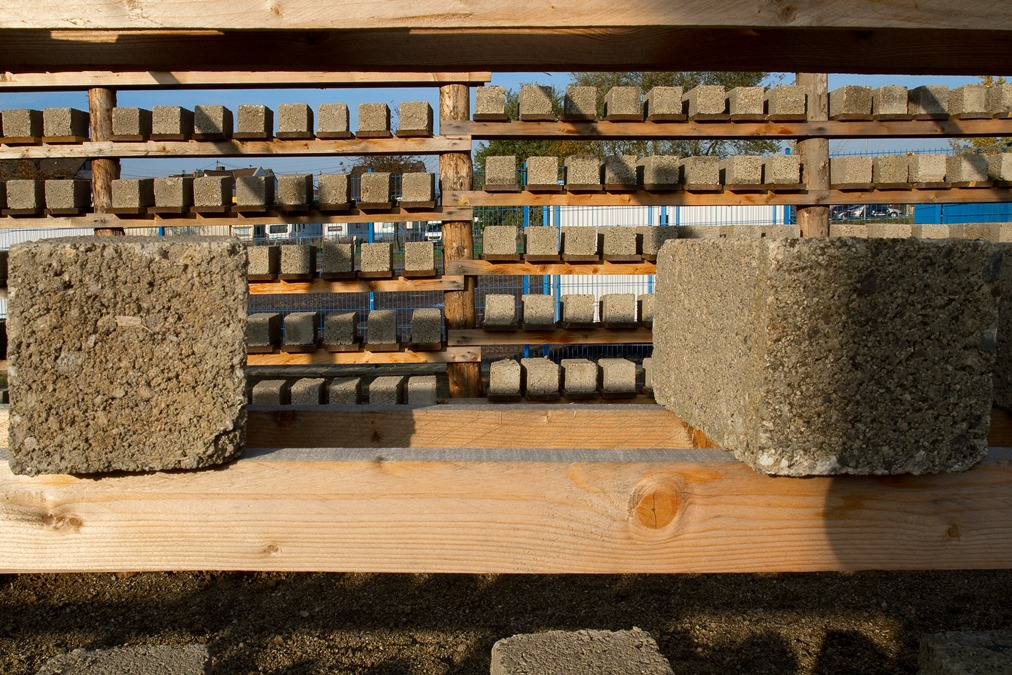
Bimssteine auf Arken zum Trocknen gestapelt

Die großen Bimsvorkommen im Mittelrheinischen Becken gehen auf den Ausbruch des Laacher-See-Vulkans vor ca. 12.900 Jahren zurück. Dabei wurden etwa 16 Kubikkilometer Tephra, vulkanisches Lockermaterial, in die Luft befördert, das anschließend als meterdicke Bimsschicht das Neuwieder Becken bedeckte.

### Bims als Baustoff
Aus der Verbindung von Bims und Kalkmilch wurde im 19. Jahrhundert der Schwemmstein entwickelt, der sich durch Formbarkeit, Leichtigkeit und gute Wärmedämmung auszeichnet. Wahrscheinlich geht diese Erfindung auf den preußischen Bauinspektor Ferdinand Nebel aus Koblenz zurück, der 1845 den „künstlichen Schwemmstein“ zum Patent angemeldet haben soll. Dank der Erfindung des Schwemmsteins und den großen Vorkommen des vulkanischen Rohstoffes Bims im Neuwieder Becken erlebte diese Region einen wirtschaftlichen Aufschwung. Die ehemalige Agrarlandschaft entwickelte sich zu einem Industriestandort. Infolge des Wiederaufbaus nach dem Zweiten Weltkrieg erreichte die Bimsproduktion Anfang der 1960er Jahre ihren Höhepunkt. In fast der Hälfte aller neu errichteten Wohnungen in Deutschland wurden 1955 Rheinische Bimsbaustoffe verbaut.

## Das Museum

### Gründung
Erste Gespräche zur Einrichtung eines Bimsmuseums gab es im Jahr 2006 zwischen Lambert Mohr, Bimsunternehmer und Landtagsabgeordneter und dem damaligen Landrat des Landkreises Mayen-Koblenz, Albert Berg-Winters. Im Februar 2011 wurde der Förderverein „Kulturelles Erbe der Bimsindustrie e. V.“ gegründet, dessen Vorsitz Landrat Alexander Saftig, der Nachfolger von Berg-Winters, innehat. Den Gründungsmitgliedern, die aus dem politischen und unternehmerischen Umfeld stammen, war es ein Anliegen, die Entstehungsgeschichte der Bimsindustrie für die Nachwelt zu erhalten. Mit freiwilligen Helfern wurde der ehemalige Bimsbetrieb der Firma Dott in Kaltenengers zu einem Freilicht- und Indoormuseum umgestaltet und am 16. April 2014 feierlich eröffnet.

### Inhalte
Die rund 150-jährige Geschichte der Bimssteinproduktion wird an 30 Stationen, im Innen- und Außenbereich der ehemaligen Bimsfabrik, dargestellt. Anhand originaler Maschinen, historischer Bilder und Erzählungen von Zeitzeugen wird die Entwicklung der Industrie erläutert: von der Erfindung der Schwemmsteine über die Massenproduktion und den Wiederaufbau nach dem Zweiten Weltkrieg. Die Förderung des Bimses sowie die Produktentwicklung vom Vierzollstein bis zum Wärmedämmstein werden thematisiert und die unterschiedlichen Anwendungsbereiche von Bims außerhalb der Baustoffindustrie gezeigt.
An Ausstellungsstücken sind beispielsweise Klopftische, Handschlag- und andere Originalmaschinen, ein Förderschacht, alte Waagen, Kessel und eine moderne Ringanlage zu sehen.